# Kanton Chamoux-sur-Gelon
Kanton Chamoux-sur-Gelon is een voormalig kanton van het Franse departement Savoie. Kanton Chamoux-sur-Gelon maakte deel uit van het arrondissement Chambéry en telde 3844 inwoners in 1999. Het werd opgeheven bij decreet van 27 februari 2014 met uitwerking op 22 maart 2015. Alle gemeenten werden toegevoegd aan het kanton Saint-Pierre-d'Albigny

## Gemeenten
Het kanton Chamoux-sur-Gelon omvatte de volgende gemeenten:
- Betton-Bettonet
- Bourgneuf
- Chamousset
- Chamoux-sur-Gelon (hoofdplaats)
- Champ-Laurent
- Châteauneuf
- Coise-Saint-Jean-Pied-Gauthier
- Hauteville
- Montendry
- Villard-Léger